# تی‌ای‌پی‌اس (بافر)
تی‌ای‌پی‌اس (بافر) (به انگلیسی: TAPS (buffer)) با فرمول شیمیایی C۷H۱۷NO۶S یک ترکیب شیمیایی با شناسه پاب‌کم ۱۲۱۵۹۱ است. که جرم مولی آن ۲۴۳٫۲۸ g/mol می‌باشد. 